# Baeoura dihybosa
Baeoura dihybosa är en tvåvingeart som beskrevs av Alexander 1964. Baeoura dihybosa ingår i släktet Baeoura och familjen småharkrankar. Inga underarter finns listade i Catalogue of Life.